# Aphilopota viriditincta
Aphilopota viriditincta är en fjärilsart som beskrevs av W. Warren 1906. Aphilopota viriditincta ingår i släktet Aphilopota och familjen mätare. Inga underarter finns listade i Catalogue of Life.